# 馬園春
馬 園春（馬 元春、マ・ウォンチュン、朝鮮語: 마원춘、1956年6月30日 - ）は、朝鮮民主主義人民共和国の建築家、軍人、政治家。国務委員会設計局長、朝鮮労働党中央委員会委員候補。朝鮮労働党財政経理副部長などを歴任。朝鮮人民軍における軍事称号（階級）は中将。

## 経歴
1956年に生まれた。出生地は不明。平壌建設建材大学(現平壌建築総合大学)卒業後、建築家として白頭山建築研究会設計員として活躍する。その後朝鮮労働党財政経理部設計室に所属し、金正日、金正恩親子の別荘や、綾羅人民遊園地などの重要建築を手掛ける。
2012年に党財政経理副部長に就任した。2014年3月に最高人民会議第13期代議員に選出され、5月に国防委員会設計局長に就任した。2013年12月に行われた張成沢党行政部長（国防副委員長）の粛清に関与したとされる。金正恩執権以降頭角を現し、朴泰成、黄炳瑞、金炳鎬各党副部長らと「三池淵五人組」と呼ばれ、金正恩第一書記に同行する回数が多くなる。しかし、2014年11月に金正恩が建設中の平壌国際空港第2ターミナルを現地指導した際に、新ターミナルの出来具合が悪かったことから粛清され、両江道豊西郡にある山奥の農場に追放された。一時死亡説も流れたが、2015年10月に金正恩の現地指導に同行し、中央に復帰した。2016年3月に大佐に降格されたが、2017年4月に中将に昇進し、10月7日に開催された朝鮮労働党中央委員会第7期第2回総会で、朝鮮労働党中央委員会委員候補に補選された。

## 参考サイト
북한정보포털